# Оттава Сенаторз в сезоне 2009/2010
| Сезон-2009/2010      | Сезон-2009/2010          |
| -------------------- | ------------------------ |
| Дивизион             | 2 (Северо-Восточный)     |
| Конференция          | 5 (Восток)               |
| Матчи                | 44 — 6 — 32              |
| Дома                 | 26 — 4 — 11              |
| На выезде            | 18 — 2 — 21              |
| Шайб заброшено       | 225                      |
| Шайб пропущено       | 238                      |
| Информация о команде |                          |
| Генеральный менеджер | Брайан Мюррей            |
| Главный тренер       | Кори Клустон             |
| Капитан              | Даниэль Альфредссон      |
| Ассистенты           | Майк Фишер Крис Филлипс  |
| Арена                | Скоушабэнк Плэйс         |
| Средняя посещаемость | 18 269 зрителей          |
| Лидеры команды       |                          |
| Голы                 | Майк Фишер (25)          |
| Передачи             | Даниэль Альфредссон (51) |
| Очки                 | Даниэль Альфредссон (71) |
| Штрафные минуты      | Мэтт Каркнер (190)       |
| Плюс/минус           | Петер Регин (+10)        |
| КНН                  | Брайан Эллиотт (2,57)    |
| ← 2008/09            | 2010/11 →                |

Сезон-2009/2010 стал для «Оттавы» 18-м в составе НХЛ. После непопадания в стадию плей-офф в прошедшем году (впервые с сезона-1995/1996) команде удалось квалифицироваться для игр на вылет за четыре матча до окончания регулярного чемпионата. В первом раунде «Оттаве» в соперники достался действовавший обладатель Кубка Стэнли «Питтсбург», и «Сенаторы» проиграли эту серию со счётом 2-4.

## Межсезонье
В начале июня нападающий Дэни Хитли потребовал, чтобы его обменяли в другую команду. Сообщалось, что игрока не устраивали отведённая роль и игровое время при главном тренере Кори Клустоне.
15 июня появилась информация, что президент клуба Рой Млакар не будет больше работать в организации. Его пост занял один из основателей «Оттавы» Сайрил Лидер, бывший до этого директором домашней арены «Сенаторов» Скоушабэнк Плэйс.
Впервые за 19 лет игра с участием команд НХЛ проходила в городе Реджайна: на 21 сентября был запланирован выставочный матч с участием «Оттавы» и «Тампы-Бэй».
На Драфте новичков «Оттава» в первом раунде под общим 9-м номером взяла защитника Джареда Кауэна. Во всех скаутских агентствах игрок шёл в первой пятёрке, однако по ходу сезона-2008/09 он перенёс операцию на колене, и клубы попросту побоялись брать защитника, у которого был потенциал стать первоклассным «домоседом».
Ближе к 1 июля 2009 года «Оттаве» поступило предложение от «Эдмонтона»: за Дэни Хитли «Нефтяники» были готовы отдать Эндрю Кольяно, Дастина Пеннера и Ладислава Шмида. Но Хитли не устроили условия канадского клуба, и он воспользовался пунктом в контракте, согласно которому «Сенаторы» не могли обменять игрока без его согласия. По условиям соглашения 1 июля клуб должен был выплатить игроку 4 млн $, и возможно именно с оглядкой на этот пункт другие команды не стремились заполучить звёздного нападающего раньше этого срока.
6 июля 2009 «Оттава» сделала сильный ход, подписав экс-форварда «Монреаля» Алексея Ковалёва. Этот контракт вынудил клуб превысить потолок зарплат, поэтому голкипер Алекс Олд был обменян в «Даллас». На церемонии представления Алексея Ковалёва в качестве игрока «Оттавы» нападающий выразил надежду, что Дэни Хитли всё же пересмотрит своё решение и не станет покидать клуб.
К началу тренировочного лагеря 12 сентября 2009 Хитли был всё ещё с «Сенаторами». Владелец клуба Юджин Мелник и генеральный менеджер Брайан Мюррей предприняли ещё одну попытку переубедить игрока, но всё было тщетно. Ближе к началу регулярного чемпионата стало известно, что Дэни Хитли был обменян в «Сан-Хосе» на форвардов Милана Михалека и Джонатана Чичу.

## Регулярный чемпионат
«Сенаторы» начали сезон в несколько изменённом составе. Хитли перебазировался в «Сан-Хосе», Кристоф Шуберт был выставлен на Драфт отказов и подобран «Атлантой», Брайан Ли, проведший прошедший сезон в основной команде, был отправлен в «Бингхэмтон». Новыми лицами в команде стали нападающие Милан Михалек, Джонатан Чичу и Алексей Ковалёв, а также игроки обороны Мэтт Каркнер и Эрик Карлссон. В конце октября Клустон поменял Ли и Карлссона местами, а Джаред Кауэн вернулся в молодёжную команду. Не проходивший в состав Илья Зубов потребовал обмена, но затем подписал контракт с клубом КХЛ «Салават Юлаев».
В декабре игроков «Оттавы» стали преследовать травмы. К концу месяца ударная тройка Михалек-Спецца-Альфредссон в полном составе находилась в лазарете.
13 января 2010 года «Сенаторы» уволили тренера вратарей Элая Уилсона, при котором оба голкипера играли, мягко говоря, неважно.  Однако сразу после этого события «Оттава» смогла побить рекорд по количеству выигранных подряд матчей, который держался на отметке «восемь» и был установлен в сезоне-2007/08. Достижение было улучшено победой над «Монреалем» 30 января. Остановить «Сенаторов» смог лишь «Торонто» 6 февраля. Новое достижение оказалось равно 11 матчам.

## Плей-офф
В основном журналисты и специалисты сходились во мнении, что «Сенаторам» не удастся по итогам сезона пройти в стадию плей-офф. Издание «Хокки Ньюз» предрекало «Оттаве» девятую строчку, а ESPN — 11-ю. Ставки на то, что команде из столицы Канады удастся выиграть Кубок Стэнли, принимались в отношении 1:35. Тем не менее, «Оттава» финишировала пятой в Восточной конференции.
В третий раз за последние четыре года «Оттаве» в первом раунде достался «Питтсбург». «Сенаторы» выиграли первый матч, однако следующие три игры остались за «Пингвинами». Победителя пятого матча команды выявили лишь в третьем овертайме. По ходу шестого матча «Оттава» вела со счётом 3:0, но умудрилась растерять комфортное преимущество и в итоге уступила 3:4.

## Турнирная таблица
| # |                      | И  | В  | ПО | П  | Г+  | Г-  | О   |
| - | -------------------- | -- | -- | -- | -- | --- | --- | --- |
| 1 | «Баффало Сэйбрз»     | 82 | 45 | 10 | 27 | 235 | 207 | 100 |
| 2 | «Оттава Сенаторз»    | 82 | 44 | 6  | 32 | 225 | 238 | 94  |
| 3 | «Бостон Брюинз»      | 82 | 39 | 13 | 30 | 206 | 200 | 91  |
| 4 | «Монреаль Канадиенс» | 82 | 39 | 10 | 33 | 217 | 223 | 88  |
| 5 | «Торонто Мэйпл Лифс» | 82 | 30 | 14 | 38 | 214 | 263 | 74  |

| #  |                       | Див | И  | В  | ПО | П  | Г+  | Г-  | О   |
| -- | --------------------- | --- | -- | -- | -- | -- | --- | --- | --- |
| 1  | «Вашингтон Кэпиталз»* | ЮВ  | 82 | 54 | 13 | 15 | 318 | 233 | 121 |
| 2  | «Нью-Джерси Дэвилз»*  | Атл | 82 | 48 | 7  | 27 | 222 | 191 | 103 |
| 3  | «Баффало Сэйбрз»*     | СВ  | 82 | 45 | 10 | 27 | 235 | 207 | 100 |
| 4  | «Питтсбург Пингвинз»  | Атл | 82 | 47 | 7  | 28 | 257 | 237 | 101 |
| 5  | «Оттава Сенаторз»     | СВ  | 82 | 44 | 6  | 32 | 225 | 238 | 94  |
| 6  | «Бостон Брюинз»       | СВ  | 82 | 39 | 13 | 30 | 206 | 200 | 91  |
| 7  | «Филадельфия Флайерз» | Атл | 82 | 41 | 6  | 35 | 236 | 225 | 88  |
| 8  | «Монреаль Канадиенс»  | СВ  | 82 | 39 | 10 | 33 | 217 | 223 | 88  |
| 9  | «Нью-Йорк Рейнджерз»  | Атл | 82 | 38 | 11 | 33 | 222 | 218 | 87  |
| 10 | «Атланта Трэшерз»     | ЮВ  | 82 | 35 | 13 | 34 | 234 | 256 | 83  |
| 11 | «Каролина Харрикейнз» | ЮВ  | 82 | 35 | 10 | 37 | 230 | 256 | 80  |
| 12 | «Тампа-Бэй Лайтнинг»  | ЮВ  | 82 | 34 | 12 | 36 | 217 | 260 | 80  |
| 13 | «Нью-Йорк Айлендерз»  | Атл | 82 | 34 | 11 | 37 | 222 | 264 | 79  |
| 14 | «Флорида Пантерз»     | ЮВ  | 82 | 32 | 13 | 37 | 208 | 244 | 77  |
| 15 | «Торонто Мэйпл Лифс»  | СВ  | 82 | 30 | 14 | 38 | 214 | 267 | 74  |

Символом «*» обозначены победители дивизионов.

## Расписание и результаты матчей
Примечание: жирным курсивом выделены матчи, сыгранные «Сенаторами» на домашней арене.

### Плей-офф
Четвертьфинал Конференции
| 14 Апреля 2010 Счёт в серии: 0 — 1 | «Питтсбург Пингвинз» | 4 : 5 (1:2, 1:2, 2:1) | «Оттава Сенаторз» | Меллон-арена Зрителей: 17 132 |

| Отчёт | Отчёт                               | Отчёт | Отчёт          | Отчёт                           |
| --- | ----------------------------------- | --- | -------------- | ------------------------------- |
| |                                     | |                |                                 |
| | Марк-Андре Флёри                    | Вратари | Брайан Эллиотт | Судьи: Пол Деворски Стив Козари |
| | Голы:                               | |                | Судьи: Пол Деворски Стив Козари |
| Евгений Малкин (5х4) — 03:03 (С. Гончар, С. Кросби) Евгений Малкин (5х4) — 30:22 (С. Гончар, С. Кросби) Крэйг Адамс — 45:16 (П. Дюпуи, М. Тальбо) Алекс Голигоски — 57:36 (С. Кросби, Е. Малкин) | 1:0 1:1 1:2 1:3 2:3 2:4 3:4 3:5 4:5 | 08:45 — Петер Регин (Дж. Спецца, Д. Альфредссон) 14:08 — Крис Нил (А. Волченков, К. Келли) 21:20 — Крис Келли (5х4) (К. Камполи, Э. Карлссон) 33:14 — Эрик Карлссон (5х4) (М. Фишер, М. Каллен) 49:40 — Яркко Рууту (К. Нил, К. Келли) |                | Судьи: Пол Деворски Стив Козари |
| |                                     | |                | Судьи: Пол Деворски Стив Козари |
| |                                     | |                | Судьи: Пол Деворски Стив Козари |
| |                                     | |                | Судьи: Пол Деворски Стив Козари |
| 8 мин | Штраф                               | 12 мин |                | Судьи: Пол Деворски Стив Козари |
| |                                     | |                |                                 |
| | 21                                  | Броски | 26             |                                 |

| 16 Апреля 2010 Счёт в серии: 1 — 1 | «Питтсбург Пингвинз» | 2 : 1 (1:1, 0:0, 1:0) | «Оттава Сенаторз» | Меллон-арена Зрителей: 17 132 |

| Отчёт                                                                      | Отчёт            | Отчёт                                            | Отчёт          | Отчёт                         |
| -------------------------------------------------------------------------- | ---------------- | ------------------------------------------------ | -------------- | ----------------------------- |
|                                                                            |                  |                                                  |                |                               |
|                                                                            | Марк-Андре Флёри | Вратари                                          | Брайан Эллиотт | Судьи: Билл МакКрири Иэн Уолш |
|                                                                            | Голы:            |                                                  |                | Судьи: Билл МакКрири Иэн Уолш |
| Сидни Кросби — 08:45 (К. Кунитц) Крис Летанг — 55:48 (С. Кросби, Б. Герин) | 0:1 :1 2:1       | 00:18 — Петер Регин (Дж. Спецца, Д. Альфредссон) |                | Судьи: Билл МакКрири Иэн Уолш |
|                                                                            |                  |                                                  |                | Судьи: Билл МакКрири Иэн Уолш |
|                                                                            |                  |                                                  |                | Судьи: Билл МакКрири Иэн Уолш |
|                                                                            |                  |                                                  |                | Судьи: Билл МакКрири Иэн Уолш |
| 11 мин                                                                     | Штраф            | 11 мин                                           |                | Судьи: Билл МакКрири Иэн Уолш |
|                                                                            |                  |                                                  |                |                               |
|                                                                            | 31               | Броски                                           | 20             |                               |

| 18 Апреля 2010 Счёт в серии: 2 — 1 | «Оттава Сенаторз» | 2 : 4 (0:1, 1:2, 1:1) | «Питтсбург Пингвинз» | Скоушабэнк Плэйс Зрителей: 20 119 |

| Отчёт                                                                                                 | Отчёт                  | Отчёт | Отчёт            | Отчёт                          |
| --- | ---------------------- | --- | ---------------- | ------------------------------ |
| |                        | |                  |                                |
| | Брайан Эллиотт         | Вратари | Марк-Андре Флёри | Судьи: Майк Легго Эрик Фёрлэтт |
| | Голы:                  | |                  | Судьи: Майк Легго Эрик Фёрлэтт |
| Майк Фишер (5х4) — 21:53 (П. Регин, М. Каллен) Мэтт Каллен (5х4) — 52:58 (Д. Альфредссон, Дж. Спецца) | 0:1 :1 1:2 1:3 1:4 2:4 | 01:17 — Алексей Поникаровский (П. Дюпуи, С. Гончар) 25:57 — Евгений Малкин (М. Тальбо) 39:15 — Сидни Кросби (5х4) (М. Кук, Б. Герин) 44:27 — Билл Герин (К. Кунитц, С. Кросби) |                  | Судьи: Майк Легго Эрик Фёрлэтт |
| |                        | |                  | Судьи: Майк Легго Эрик Фёрлэтт |
| |                        | |                  | Судьи: Майк Легго Эрик Фёрлэтт |
| |                        | |                  | Судьи: Майк Легго Эрик Фёрлэтт |
| 24 мин                                                                                                | Штраф                  | 12 мин |                  | Судьи: Майк Легго Эрик Фёрлэтт |
| |                        | |                  |                                |
| | 22                     | Броски | 24               |                                |

| 20 Апреля 2010 Счёт в серии: 3 — 1 | «Оттава Сенаторз» | 4 : 7 (0:1, 3:5, 1:1) | «Питтсбург Пингвинз» | Скоушабэнк Плэйс Зрителей: 20 014 |

| Отчёт | Отчёт                                                     | Отчёт | Отчёт            | Отчёт                         |
| --- | --------------------------------------------------------- | --- | ---------------- | ----------------------------- |
| |                                                           | |                  |                               |
| | Брайан Эллиотт — 00:00-26:12 Паскаль Леклер — 26:12-60:00 | Вратари | Марк-Андре Флёри | Судьи: Брэд Мейер Брэд Уотсон |
| | Голы:                                                     | |                  | Судьи: Брэд Мейер Брэд Уотсон |
| Крис Нил — 27:06 (К. Камполи, К. Келли) Даниэль Альфредссон — 30:59 (Э. Карлссон, М. Каллен) Мэтт Каллен (5х3) — 33:19 (Дж. Спецца, Д. Альфредссон) Джейсон Спецца (5х3) — 47:37 (Э. Карлссон, М. Каллен) | 0:1 0:2 0:3 0:4 1:4 2:4 2:5 3:5 3:6 4:6 4:7               | 11:50 — Евгений Малкин (5х4) (С. Гончар, С. Кросби) 23:47 — Сидни Кросби (К. Кунитц, С. Гончар) 23:59 — Мэтт Кук (М. Тальбо) 26:12 — Сидни Кросби (С. Гончар, К. Кунитц) 32:38 — Максим Тальбо (4х5) (К. Адамс) 38:11 — Крис Кунитц (С. Кросби, Б. Герин) 52:27 — Джордан Стаал (5х4) (А. Голигоски, А. Поникаровский) |                  | Судьи: Брэд Мейер Брэд Уотсон |
| |                                                           | |                  | Судьи: Брэд Мейер Брэд Уотсон |
| |                                                           | |                  | Судьи: Брэд Мейер Брэд Уотсон |
| |                                                           | |                  | Судьи: Брэд Мейер Брэд Уотсон |
| 52 мин | Штраф                                                     | 16 мин |                  | Судьи: Брэд Мейер Брэд Уотсон |
| |                                                           | |                  |                               |
| | 30                                                        | Броски | 42               |                               |

| 22 Апреля 2010 Счёт в серии: 3 — 2 | «Питтсбург Пингвинз» | 3 : 4 (3ОТ) (1:2, 1:0, 1:1) | «Оттава Сенаторз» | Меллон-арена Зрителей: 17 132 |

| Отчёт | Отчёт                       | Отчёт | Отчёт          | Отчёт                                |
| --- | --------------------------- | --- | -------------- | ------------------------------------ |
| |                             | |                |                                      |
| | Марк-Андре Флёри            | Вратари | Паскаль Леклер | Судьи: Дэн О'Хэллоран Брайан Почмара |
| | Голы:                       | |                | Судьи: Дэн О'Хэллоран Брайан Почмара |
| Крис Летанг (5х4) — 10:25 (Е. Малкин, С. Кросби) Крис Кунитц — 38:34 (С. Кросби, Б. Герин) Сидни Кросби — 49:01 (Е. Малкин) | 0:1 0:2 1:2 2:2 3:2 3:3 3:4 | 10:25 — Майк Фишер (5х4) (Э. Карлссон, Дж. Спецца) 11:33 — Яркко Рууту (Н. Фолиньо, К. Келли) 50:24 — Петер Регин (Дж. Спецца, Э. Карлссон) 107:06 — Мэтт Каркнер (Д. Альфредссон, М. Фишер) |                | Судьи: Дэн О'Хэллоран Брайан Почмара |
| |                             | |                | Судьи: Дэн О'Хэллоран Брайан Почмара |
| |                             | |                | Судьи: Дэн О'Хэллоран Брайан Почмара |
| |                             | |                | Судьи: Дэн О'Хэллоран Брайан Почмара |
| 16 мин | Штраф                       | 18 мин |                | Судьи: Дэн О'Хэллоран Брайан Почмара |
| |                             | |                |                                      |
| | 59                          | Броски | 44             |                                      |

| 18 Апреля 2010 Счёт в серии: 4 — 2 | «Оттава Сенаторз» | 3 : 4 (ОТ) (1:0, 2:1, 0:2) | «Питтсбург Пингвинз» | Скоушабэнк Плэйс Зрителей: 20 122 |

| Отчёт | Отчёт                       | Отчёт | Отчёт            | Отчёт                            |
| --- | --------------------------- | --- | ---------------- | -------------------------------- |
| |                             | |                  |                                  |
| | Паскаль Леклер              | Вратари | Марк-Андре Флёри | Судьи: Уэс МакКоли Стивен Уолком |
| | Голы:                       | |                  | Судьи: Уэс МакКоли Стивен Уолком |
| Мэтт Каллен — 05:19 (Д. Альфредссон, А. Волченков) Крис Нил — 21:51 (К. Келли, Я. Рууту) Даниэль Альфредссон — 29:48 (М. Каллен, М. Фишер) | 1:0 2:0 3:0 3:1 3:2 3:3 3:4 | 30:56 — Мэтт Кук (Дж. Стаал, П. Дюпуи) 47:03 — Билл Герин (5х4) (А. Голигоски, Е. Малкин) 52:24 — Мэтт Кук (М. Итон, А. Поникаровский) 69:56 — Паскаль Дюпуи (Дж. Стаал) |                  | Судьи: Уэс МакКоли Стивен Уолком |
| |                             | |                  | Судьи: Уэс МакКоли Стивен Уолком |
| |                             | |                  | Судьи: Уэс МакКоли Стивен Уолком |
| |                             | |                  | Судьи: Уэс МакКоли Стивен Уолком |
| 4 мин | Штраф                       | 4 мин |                  | Судьи: Уэс МакКоли Стивен Уолком |
| |                             | |                  |                                  |
| | 31                          | Броски | 43               |                                  |

## Статистика игроков

### Регулярный чемпионат
Вратари
| №  | Нац         | Игрок          | И  | Мин  | В  | ПО | П  | ГП  | КНН  | % отр. бр. | СИ | Г | П | О | ШТР |
| -- | ----------- | -------------- | -- | ---- | -- | -- | -- | --- | ---- | ---------- | -- | - | - | - | --- |
| 29 | Флаг Канады | Майк Бродюр    | 3  | 180  | 3  | 0  | 0  | 3   | 1,00 | 96,55      | 1  | 0 | 0 | 0 | 0   |
| 30 | Флаг Канады | Брайан Эллиотт | 55 | 3038 | 29 | 4  | 18 | 130 | 2,57 | 90,87      | 5  | 0 | 1 | 1 | 0   |
| 33 | Флаг Канады | Паскаль Леклер | 34 | 1745 | 12 | 2  | 14 | 93  | 3,20 | 88,69      | 0  | 0 | 0 | 0 | 2   |

Защитники
| №  | Нац         | Игрок           | И  | Г | П  | О  | +/- | ШТР |
| -- | ----------- | --------------- | -- | - | -- | -- | --- | --- |
| 4  | Флаг Канады | Крис Филлипс    | 82 | 8 | 16 | 24 | +8  | 45  |
| 5  | Флаг Канады | Энди Саттон     | 18 | 1 | 0  | 1  | -7  | 34  |
| 14 | Флаг Канады | Крис Камполи    | 67 | 4 | 14 | 18 | -3  | 16  |
| 17 | Флаг Чехии  | Филип Куба      | 53 | 3 | 25 | 28 | -5  | 28  |
| 24 | Флаг России | Антон Волченков | 64 | 4 | 10 | 14 | +2  | 38  |
| 39 | Флаг Канады | Мэтт Каркнер    | 81 | 2 | 9  | 11 | 0   | 190 |
| 45 | Флаг Канады | Александр Пикар | 45 | 4 | 11 | 15 | -2  | 20  |
| 48 | Флаг Канады | Джаред Кауэн    | 1  | 0 | 0  | 0  | 0   | 2   |
| 51 | Флаг Канады | Дерек Смит      | 2  | 0 | 0  | 0  | -4  | 0   |
| 55 | Флаг США    | Брайан Ли       | 23 | 2 | 1  | 3  | -5  | 12  |
| 65 | Флаг Швеции | Эрик Карлссон   | 60 | 5 | 21 | 26 | -5  | 24  |

Нападающие
| №  | Нац            | Игрок               | И  | Г  | П  | О  | +/- | ШТР |
| -- | -------------- | ------------------- | -- | -- | -- | -- | --- | --- |
| 7  | Флаг США       | Мэтт Каллен         | 21 | 4  | 4  | 8  | -7  | 8   |
| 9  | Флаг Чехии     | Милан Михалек       | 66 | 22 | 12 | 34 | -12 | 18  |
| 10 | Флаг Канады    | Шейн Донован        | 30 | 2  | 3  | 5  | -4  | 40  |
| 11 | Флаг Швеции    | Даниэль Альфредссон | 70 | 20 | 51 | 71 | +8  | 22  |
| 12 | Флаг Канады    | Майк Фишер          | 79 | 25 | 28 | 53 | +1  | 59  |
| 16 | Флаг США       | Бобби Батлер        | 2  | 0  | 0  | 0  | -1  | 0   |
| 18 | Флаг Канады    | Джесси Уинчестер    | 52 | 2  | 11 | 13 | -1  | 22  |
| 19 | Флаг Канады    | Джейсон Спецца      | 60 | 23 | 34 | 57 | -1  | 20  |
| 22 | Флаг Канады    | Крис Келли          | 81 | 15 | 17 | 32 | -7  | 38  |
| 23 | Флаг Латвии    | Каспарс Даугавиньш  | 1  | 0  | 0  | 0  | 0   | 0   |
| 25 | Флаг Канады    | Крис Нил            | 68 | 10 | 12 | 22 | -1  | 175 |
| 26 | Флаг США       | Райан Шэннон        | 66 | 5  | 11 | 16 | -12 | 20  |
| 27 | Флаг России    | Алексей Ковалёв     | 77 | 18 | 31 | 49 | -8  | 54  |
| 36 | Флаг США       | Джош Хеннесси       | 4  | 0  | 0  | 0  | -1  | 0   |
| 37 | Флаг Канады    | Мартен Сен-Пьер     | 3  | 0  | 0  | 0  | -2  | 0   |
| 41 | Флаг Канады    | Джонатан Чичу       | 61 | 5  | 9  | 14 | -13 | 20  |
| 43 | Флаг Дании     | Петер Регин         | 75 | 13 | 16 | 29 | +10 | 20  |
| 44 | Флаг Канады    | Райан Келлер        | 6  | 0  | 0  | 0  | -1  | 0   |
| 47 | Флаг Канады    | Зак Смит            | 15 | 2  | 1  | 3  | +2  | 14  |
| 71 | Флаг США       | Ник Фолиньо         | 61 | 9  | 17 | 26 | +6  | 53  |
| 73 | Флаг Финляндии | Яркко Рууту         | 82 | 12 | 14 | 26 | -2  | 121 |

### Плей-офф
Вратари
| №  | Нац         | Игрок          | И | Мин | В | П | ГП | КНН  | % отр. бр. | СИ | Г | П | О | ШТР |
| -- | ----------- | -------------- | - | --- | - | - | -- | ---- | ---------- | -- | - | - | - | --- |
| 30 | Флаг Канады | Брайан Эллиотт | 4 | 203 | 1 | 2 | 14 | 4,14 | 85,26      | 0  | 0 | 0 | 0 | 0   |
| 33 | Флаг Канады | Паскаль Леклер | 3 | 211 | 1 | 2 | 10 | 2,84 | 92,00      | 0  | 0 | 0 | 0 | 0   |

Защитники
| №  | Нац         | Игрок           | И | Г | П | О | +/- | ШТР |
| -- | ----------- | --------------- | - | - | - | - | --- | --- |
| 4  | Флаг Канады | Крис Филлипс    | 6 | 0 | 0 | 0 | -2  | 4   |
| 5  | Флаг Канады | Энди Саттон     | 6 | 0 | 0 | 0 | -2  | 8   |
| 14 | Флаг Канады | Крис Камполи    | 6 | 0 | 2 | 2 | +1  | 4   |
| 24 | Флаг России | Антон Волченков | 6 | 0 | 2 | 2 | -2  | 4   |
| 39 | Флаг Канады | Мэтт Каркнер    | 6 | 1 | 0 | 1 | 0   | 12  |
| 65 | Флаг Швеции | Эрик Карлссон   | 6 | 1 | 5 | 6 | -4  | 4   |

Нападающие
| №  | Нац            | Игрок               | И | Г | П | О | +/- | ШТР |
| -- | -------------- | ------------------- | - | - | - | - | --- | --- |
| 7  | Флаг США       | Мэтт Каллен         | 6 | 3 | 5 | 8 | -3  | 0   |
| 9  | Флаг Чехии     | Милан Михалек       | 1 | 0 | 0 | 0 | 0   | 0   |
| 10 | Флаг Канады    | Шейн Донован        | 2 | 0 | 0 | 0 | -1  | 0   |
| 11 | Флаг Швеции    | Даниэль Альфредссон | 6 | 2 | 6 | 8 | -2  | 2   |
| 12 | Флаг Канады    | Майк Фишер          | 6 | 2 | 3 | 5 | -2  | 6   |
| 18 | Флаг Канады    | Джесси Уинчестер    | 6 | 0 | 0 | 0 | -3  | 0   |
| 19 | Флаг Канады    | Джейсон Спецца      | 6 | 1 | 6 | 7 | -3  | 4   |
| 22 | Флаг Канады    | Крис Келли          | 6 | 1 | 5 | 6 | +1  | 2   |
| 25 | Флаг Канады    | Крис Нил            | 6 | 3 | 1 | 4 | +1  | 20  |
| 26 | Флаг США       | Райан Шэннон        | 2 | 0 | 0 | 0 | 0   | 0   |
| 41 | Флаг Канады    | Джонатан Чичу       | 1 | 0 | 0 | 0 | 0   | 0   |
| 43 | Флаг Дании     | Петер Регин         | 6 | 3 | 1 | 4 | -1  | 6   |
| 47 | Флаг Канады    | Зак Смит            | 6 | 0 | 0 | 0 | -4  | 5   |
| 71 | Флаг США       | Ник Фолиньо         | 6 | 0 | 1 | 1 | -1  | 2   |
| 73 | Флаг Финляндии | Яркко Рууту         | 6 | 2 | 1 | 3 | +2  | 34  |

## Рекорды и достижения

### Рекорды
• В период с 14 января по 4 февраля 2010 года «Сенаторы» выдали 11-матчевую победную серию, что стало рекордом в современной истории клуба.

• 22 апреля 2010 года «Сенаторы» выиграли у «Питтсбурга» в пятом матче Четвертьфинала Конференции со счётом 4:3. Матч был окончен лишь в третьем овертайме (7:06) и стал самым долгим в современной истории клуба (общая продолжительность — 107:06).

### Достижения
| Дата            | Игрок               | Достижение                                       |
| --------------- | ------------------- | ------------------------------------------------ |
| 3 октября 2009  | Эрик Карлссон       | 1-я результативная передача в НХЛ 1-е очко в НХЛ |
| 8 октября 2009  | Яркко Рууту         | 500-я игра в НХЛ                                 |
| 8 октября 2009  | Мэтт Каркнер        | 1-й гол в НХЛ                                    |
| 15 октября 2009 | Милан Михалек       | 1-й хет-трик в НХЛ                               |
| 7 ноября 2009   | Крис Камполи        | 100-е очко в НХЛ                                 |
| 19 ноября 2009  | Крис Филлипс        | 800-я игра в НХЛ                                 |
| 19 ноября 2009  | Милан Михалек       | 100-й гол в НХЛ                                  |
| 12 декабря 2009 | Алексей Ковалёв     | 400-й гол в НХЛ                                  |
| 14 декабря 2009 | Филип Куба          | 200-я результативная передача в НХЛ              |
| 19 декабря 2009 | Майк Фишер          | 300-е очко в НХЛ                                 |
| 19 декабря 2009 | Джонатан Чичу       | 300-е очко в НХЛ                                 |
| 19 декабря 2009 | Эрик Карлссон       | 1-й гол в НХЛ                                    |
| 19 декабря 2009 | Майк Бродюр         | 1-я победа в НХЛ                                 |
| 14 января 2010  | Майк Бродюр         | 1-я игра на ноль в НХЛ                           |
| 26 января 2010  | Крис Камполи        | 300-я игра в НХЛ                                 |
| 9 февраля 2010  | Джонатан Чичу       | 500-я игра в НХЛ                                 |
| 11 февраля 2010 | Майк Фишер          | 600-я игра в НХЛ                                 |
| 4 марта 2010    | Даниэль Альфредссон | 600-я результативная передача в НХЛ              |
| 27 марта 2010   | Крис Келли          | 400-я игра в НХЛ                                 |
| 6 апреля 2010   | Даниэль Альфредссон | 1000-я игра в НХЛ                                |

## Переходы игроков

### Обмены
| Дата             | Детали                                                                                            | Детали |
| ---------------- | ------------------------------------------------------------------------------------------------- | --- |
| 27 июня 2009     | В «Эдмонтон» • Пик в шестом раунде Драфта-2010 (Дрю Червонка)                                     | В «Оттаву» • Пик в седьмом раунде Драфта-2009 (Майкл Сдао)                                                  |
| 8 июля 2009      | В «Даллас» • Алекс Олд                                                                            | В «Оттаву» • Пик в шестом раунде Драфта-2010 (Марк Стоун)                                                   |
| 4 сентября 2009  | В «Анахайм» • Шон Уэллер                                                                          | В «Оттаву» • Джейсон Бейли                                                                                  |
| 12 сентября 2009 | В «Сан-Хосе» • Дэни Хитли • Пик в пятом раунде Драфта-2010 (Айзек МакЛеод)                        | В «Оттаву» • Джонатан Чичу • Милан Михалек • Пик во втором раунде Драфта-2010 (позже отдан за Энди Саттона) |
| 12 февраля 2010  | В «Каролину» • Александр Пикар • Пик во втором раунде-2010 (Мартин Маринчин, выбран «Эдмонтоном») | В «Оттаву» • Мэтт Каллен                                                                                    |
| 2 марта 2010     | В «Айлендерз» • Пик во втором раунде Драфта-2010 (Кент Симпсон, выбран «Чикаго»)                  | В «Оттаву» • Энди Саттон                                                                                    |

### Подписанные свободные агенты
| Игрок           | Контракт                    | Предыдущий клуб                   |
| --------------- | --------------------------- | --------------------------------- |
| Крэйг Шайра     | Трёхлетний двусторонний     | «Ванкувер» (ЗХЛ)                  |
| Райан Келлер    | Однолетний двусторонний     | «Эспоо Блюз» (Финляндия)          |
| Мартен Сен-Пьер | Однолетнмий двусторонний    | «Бостон»                          |
| Майк Бродюр     | Однолетний двусторонний     | «Рочестер» (АХЛ)                  |
| Алексей Ковалёв | Двухлетний 5 млн $ в год    | «Монреаль»                        |
| Джефф Кинрэйд   | Однолетний двусторонний     | «Тампа-Бэй»                       |
| Дрю Бэннистер   | Однолетний двусторонний     | «Кассель Хаскис» (Германия)       |
| Энди Чиодо      | Однолетний двусторонний     | «Динамо-Минск» (КХЛ)              |
| Бобби Батлер    | Двухлетний контракт новичка | «Университет Нью-Гэмпшира» (НАСС) |
| Давид Джюжински | Трёхлетний контракт новичка | «Олберни» (БКХЛ)                  |

### Игроки, покинувшие клуб
| Джейсон Смит   | свободный агент            | завершил карьеру   | -                      |
| Брендан Белл   | свободный агент            | «Сент-Луис»        | -                      |
| Майк Комри     | свободный агент            | «Эдмонтон»         | Однолетний 1,125 млн $ |
| Дрю Фата       | свободный агент            | «Бостон»           | -                      |
| Джефф Глэсс    | свободный агент            | «Барыс» (КХЛ)      | -                      |
| Джим МакКензи  | свободный агент            | «Джонстаун» (ECHL) | -                      |
| Кристоф Шуберт | выставлен на драфт отказов | «Атланта»          | -                      |

## Драфт-2009
Драфт-2009 прошёл в Монреале 26-27 июня 2009 года. «Сенаторы» выбрали следующих игроков:
| # | Номер | Нац         | Игрок             | П  | Клуб                                       |
| - | ----- | ----------- | ----------------- | -- | ------------------------------------------ |
| 1 | 9     | Флаг Канады | Джаред Кауэн      | ЗЩ | «Спокан» (ЗХЛ)                             |
| 2 | 39    | Флаг Швеции | Якоб Сильфверберг | ПН | «Брюнэс» (Швеция)                          |
| 2 | 46    | Флаг Швеции | Робин Ленер       | ГК | «Фрёлунда» (Швеция)                        |
| 4 | 100   | Флаг США    | Крис Уайдман      | ЗЩ | «Университет Майами» (ЦКХА)                |
| 5 | 130   | Флаг Канады | Майк Хоффман      | ЦН | «Драммондвилль» (Квебек)                   |
| 5 | 146   | Флаг США    | Джефф Костелло    | ЛН | «Сидар-Рапидс» (СШХЛ)                      |
| 6 | 160   | Флаг Канады | Кори Кауик        | ЛН | «Оттава» (Онтарио)                         |
| 7 | 190   | Флаг США    | Брэд Пелтц        | ЛН | «Эйвон Олд Фармс» (Чемпионат Новой Англии) |
| 7 | 191   | Флаг США    | Майкл Сдао        | ЗЩ | «Линкольн» (СШХЛ)                          |